# 풀 기반 모델
풀 기반 모델(pull-based model)은 새로운 정보 흐름이 웹 기반 도구로 가능해지자, 공급사슬관리는 풀 기반 모델을 더 손쉽게 따를 수 있게 되었다. 풀 기반 모델은 수요 주도 모델이나 주문 생산이라고도 하는데, 이는 고객 주문이이나 구매에 대한 실제 행위에서 공급사슬의 운영이 촉발된다. 고객이 주문한 것만 생산하고 전달하는 거래는 소매업체에서 유통업체, 그리고 제조업체를 거쳐 마침내 공급업체에 이르는 공급사슬 위로 이동한다. 이를테면 월마트의 지속보충시스템과 델 컴퓨터의 주문생산시스템은 풀 기반 모델의 한 예이다.

## 같이 보기
- 푸시 기반 모델